# Breguzzo
Breguzzo é uma comuna italiana da região do Trentino-Alto Ádige, província de Trento, com cerca de 579 habitantes. Estende-se por uma área de 35 km², tendo uma densidade populacional de 17 hab/km². Faz fronteira com Daone, Villa Rendena, Tione di Trento, Bondo, Bolbeno, Roncone.